# Циганок Георгій Васильович
Георгій Васильович Циганок (нар. 23 серпня 1936, Сталіно (нині Донецьк), УРСР) — військовий лікар, перший начальник медичної служби Збройних сил України, Заслужений лікар УРСР, генерал-майор медичної служби.

## Життєпис
Народився 23 серпня 1936 року в місті Сталіно (нині Донецьк). Під час німецько-радянської війни, разом з матір'ю пішки перебрався до родичів в Узин на Київщині.
У 1959 році закінчив Київський медичний інститут імені О. О. Богомольця. У період загострення Холодної війни та відповідно чисельним зростанням Радянської армії збільшилась і потреба у військових лікарях, на військову службу почали призивати випускників медичних інститутів. Георгій Циганок був у їх числі.
З 1959 по 1961 рік після закінчення двомісячних курсів з військової підготовки на Курсах покращення медичного складу Київського військового округу Г. В. Циганок проходив службу начальником медичного пункту зенітно-ракетного полку в місто Совєтська Гавань Далекосхідного військового округу. У той же період пройшов інтернатуру у Хабаровську при окружному військовому госпіталі.
З 1961 по 1964 рік проходив службу начальником медичного пункту окремого полярного батальйону зв'язку (м. Охотськ) Далекосхідного військового округу.
В 1964 році переведений до Приволзького військового округу на посаду начальника медичної служби зенітно-ракетного полку в м. Казань.
У 1970—1972 роках проходив навчання на 1-му факультеті керівного складу медичної служби ЗС СРСР Військово-медичної академії імені С. М. Кірова.
З 1972 по 1975 рік на посаді начальника медичної служби 14-ї мотострілецької дивізії Групи радянських військ у Німеччині (ГРВН)
У 1975—1976 роках короткочасно керував інтернатурою для офіцерів медичної служби в ГРВН.
З 1976 по 1980 рік у Дніпропетровську на посаді начальника медичної служби 6-ї гвардійської армії Київського військового округу. У цей період, в 1978 році отримав звання полковника медичної служби.
У 1980 році призначений начальником медичної служби 40-ї армії Обмеженого контингенту радянських військ в Афганістані. Майже три роки, у важких умовах організовував роботу медичної служби для Радянських військ.
З 1983 по 1986 рік проходив службу на посаді начальника військової кафедри Київського інституту удосконалення лікарів.
28 квітня 1986 року, під час ліквідації Чорнобильської катастрофи організував надання медичної допомоги населенню, евакуйованому в Бородянський район Київської області. Уся зона катастрофи була розділена на три сектори, за кожен з котрих відповідав один із військових округів (Білоруський, Київський, Прикарпатський). Організацію надання медичної допомоги у другому (Київському) секторі доручили Г. В. Циганку.
З 1986 по 1989 рік на посаді заступника начальника військово-медичної служби Київського військового округу.
З 1989 по 1991 рік начальник військово-медичної служби Київського військового округу.
З проголошенням незалежності України спеціальна атестаційна комісія МО України обрала полковника медичної служби В. Г. Циганка на посаду Військово-медичного управління, з поміж інших кандидатур-очільників медичної служби військових округів на теренах України: генерал-майорів медслужби М. А. Савчука, П. І. Бринзи, В. К. Курочки. Невдовзі, Георгій Васильович Циганок першим у незалежній Україні буде удостоєний звання генерал-майора медичної служби.
23 лютого 1994 року,  у віці 57 років вийшов у запас. Живе у Києві.

## Нагороди
- Відзнака міністерства оборони України «Доблесть і честь»
- Орден Червоної Зірки
- Орден Знак Пошани
- Орден «За службу Батьківщині у Збройних Силах СРСР» ІІІ ступеня